# The Squaw Man (film 1914)
The Squaw Man è un film muto del 1914 sceneggiato, diretto (insieme a Oscar C. Apfel) e prodotto da Cecil B. DeMille. Né Apfel né DeMille vengono indicati come registi nei titoli di testa.
Si tratta dell'esordio nella regia di Cecil B. DeMille che vi appare anche, non accreditato, in una piccola parte. La storia è tratta dall'omonimo lavoro teatrale del 1905 di Edwin Milton Royle e verrà ripresa dal regista per altre due volte: nel 1918 con The Squaw Man e nel 1931 con Naturich la moglie indiana.

## Trama
Il capitano Wynnegate lascia l'Inghilterra e la sua vita di ufficiale e aristocratico perché accusato ingiustamente di malversazione. In realtà, il vero colpevole è suo cugino Henry, che ha rubato i fondi del reggimento di Wynnegate. Il capitano si lascia accusare perché, innamorato di Lady Diana, la moglie di Henry, cede alle preghiere della donna che gli chiede di salvare l'onore della famiglia.
Negli Stati Uniti, Wynnegate cambia il suo nome in quello di Jim Carston. Va nel West e, nel Wyoming, compera una fattoria. Attaccato da Cash Hawkins, viene salvato da quella situazione pericolosa da una ragazza indiana, Nat-U-Rich, che lui poi sposa quando scopre che è incinta.
Qualche tempo dopo, giunge dall'Inghilterra Lady Diana che gli annuncia la morte di Henry che, prima di morire, ha confessato di essere lui il colpevole dell'appropriazione dei fondi. Adesso Wynnegate è il nuovo conte di Kerhill e, completamente riabilitato, può tornare a casa. Nat-U-Rich, rendendosi conto che il marito le porterà via il figlio e che lei sarà arrestata per aver ucciso Hawkins, si suicida. Lady Diana abbraccia l'amato.

## Produzione

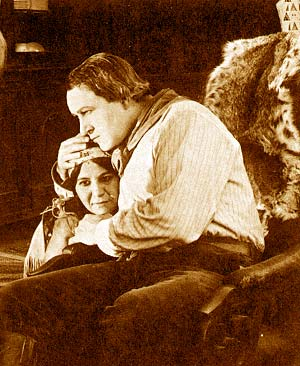
Red Wing e Dustin Farnum

Il film venne prodotto da Cecil B. DeMille per la Jesse L. Lasky Feature Play Company. Fu girato con la Pathé Camera dal 29 dicembre 1913 al 20 gennaio 1914 a Hollywood, Los Angeles, San Pedro, Vine & Selma Corner, Chatsworth (all'Iverson Ranch e alla Stazione ferroviaria). Il budget stimato fu di 20.000 dollari.

## Distribuzione
Presentato da Jesse L. Lasky, fu il primo film distribuito dalla Famous Players-Lasky Corporation, che uscì nelle sale statunitensi il 15 febbraio 1914 incassando, nei soli Stati Uniti, 244.700 dollari.
In Ungheria, il film prese il titolo Az asszonyember, in Portogallo quello di O Exilado e, nel Regno Unito, quello di The White Man.
La pellicola è ancora conservata in un positivo 16 mm. che è stato masterizzato e distribuito in DVD nel 2006 dalla Grapevine Video e dalla Alpha Video e, nel 2007, dalla Passport Video